# Кадър (телекомуникация)
Кадърът в телекомуникациите и компютърните мрежи е последователност (пакет) от битове с фиксирана дължина в зависимост от типа на преносната среда и проверен код за грешка за всеки пакет. В OSI модела той се формира в каналния слой.
Всеки кадър се състои от глава (header) и ремарке (trailer) и данни от по-горни слоеве. Главата и ремаркето съдържат контролна информация, нужна за получателя. Така кадърът е уникална за слоя данни структура, съдържаща достатъчно информация, която гарантира, че данните са успешно достигнали до тяхното местоназначение. Затова кадърът трябва да съдържа механизъм, който да провери интегритета на съдържанието по време на доставката.
За гарантирана доставка трябва да се случат две неща:
1. Изпращащият възел трябва да получи потвърждение от получателя за всеки пристигнал непокътнат кадър.
2. Получаващият възел трябва да провери неговия интегритет преди да изпрати потвърждение за получаването.